# Classe Taigei
La classe Taigei (たいげい型潜水艦, Taigei-gata sensuikan) est une classe de sous-marins à propulsion diesel-électrique en service dans la marine japonaise depuis 2022.
Avec des dimensions et des formes identiques aux sous-marins de la classe Sōryū, il s'agit d'une évolution destinée à tirer pleinement parti des performances des batteries lithium-ion testées sur deux derniers sous-marins de la classe précédente. 

## Caractéristiques
La classe intègre des améliorations testées sur la générations précédente, la classe Sōryū. Elle adopte, en particulier, les batteries lithium-ion (fournies par GS Yuasa) montées à la place des batteries au plomb sur les deux dernières unités de la classe précédente, les JS Ōryū (en) et JS Tōryū (en), réceptionnées en respectivement 2020 et 2021. 
Quelques différences mineures sont identifiables, comme le massif, légèrement plus allongé, probablement afin d'y abriter plus de mats et d'améliorer l'hydrodynamisme. Le sous-marin dispose d'espaces féminisés, d'une isolation acoustique améliorée, d'un sonar de nouvelle génération (intégrant de la fibre optique), etc. Il emporte la torpille de nouvelle génération type 18 (ja).
La construction du navire de tête, le JS Taigei (en), a coûté 80 milliards de yens (soit 758,7 millions de dollars. Ce premier bâtiment est destiné à devenir une plateforme d’essais, et non pas une unité opérationnelle au sein de la JMSDF.

## Historique
Les sous-marins devant succéder à ceux de la classe Sōryū devaient dériver d’une version qui avait été proposée pour l'Australie. Ces sous-marins, désignés provisoirement Classe SS29, ont été présentés en juin 2019. Ceux-ci présentaient un massif bas et placé en arrière de la coque (à l'instar de la classe Alfa soviétique) et des barres de plongée sur la coque. Les 7 sous-marins alors évoqués devaient faire 90 à 92 m de long et déplacer plus de 3 000 t en surface, pour une mise en service vers 2030.
Le projet final a été nettement plus conventionnel, et s'avère être une évolution de la classe Sōryū, ce qui explique le court délai de mise au point. Son déplacement de 2 947 t en surface dépasse de 100 t celui de la classe précédente, avec des dimensions identiques.

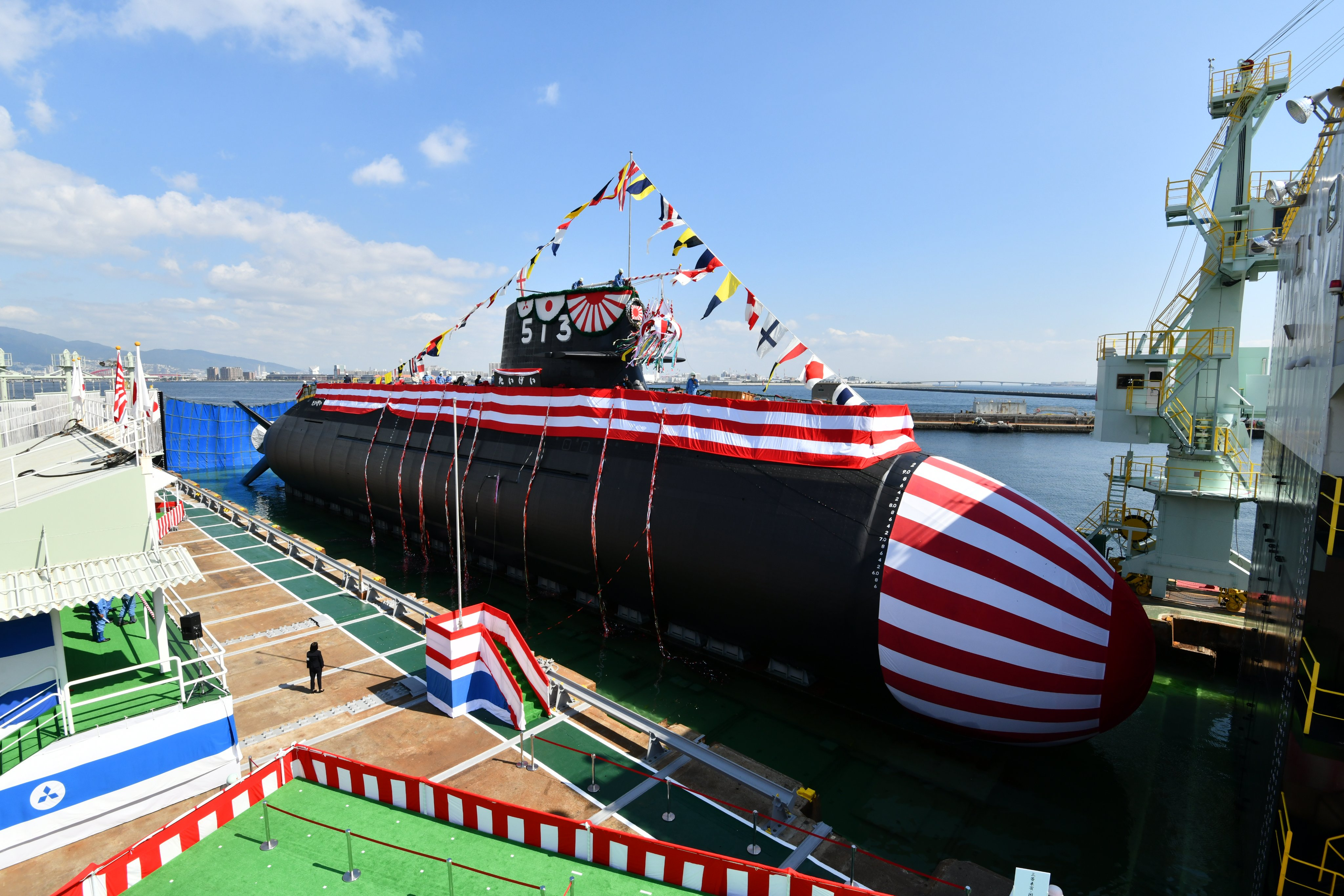
Le JS Taigei (en) lors de son lancement, en 2020.
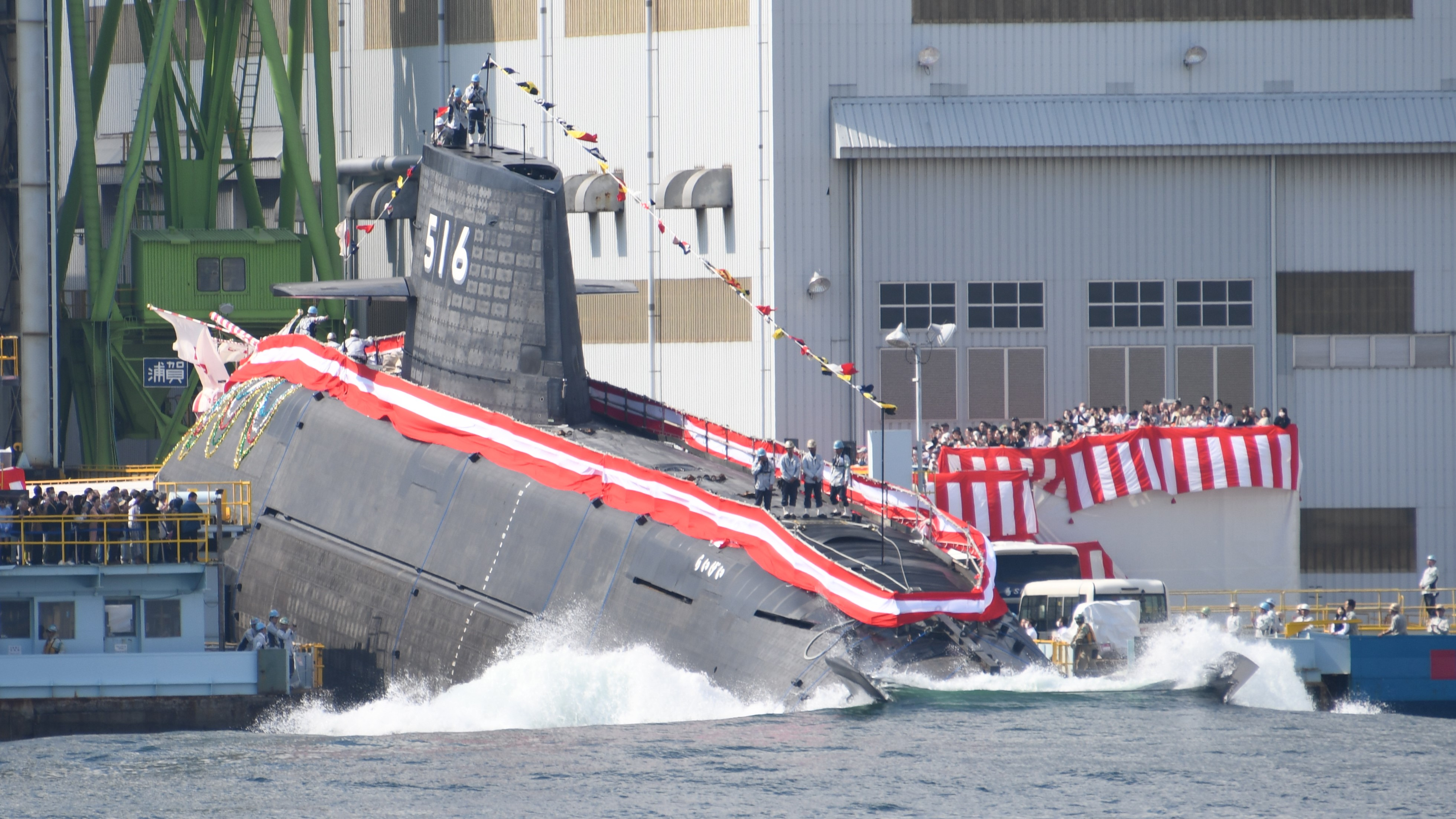
Lancement du JS Raigei (en).
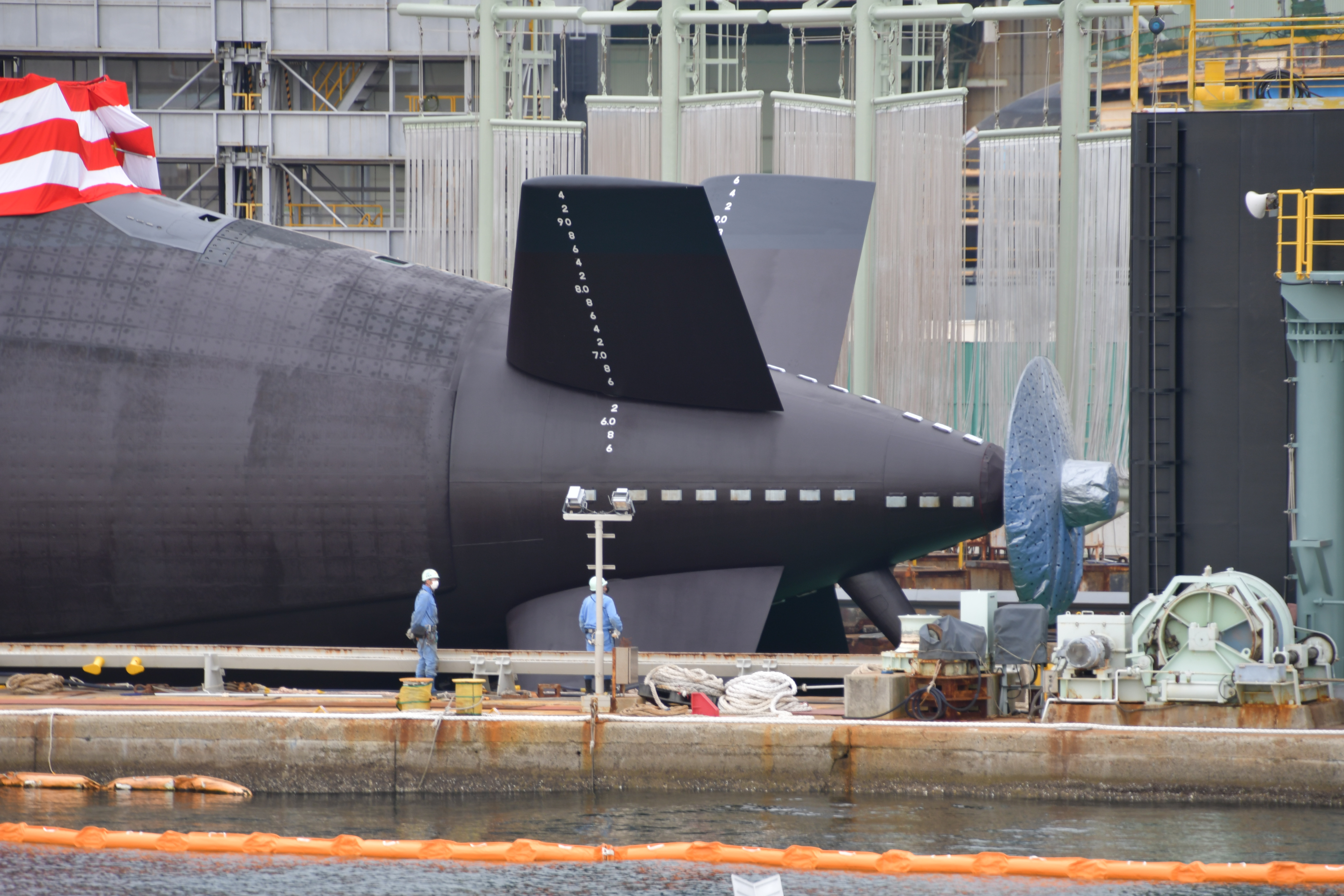
Barres de plongées du JS Jingei (en).
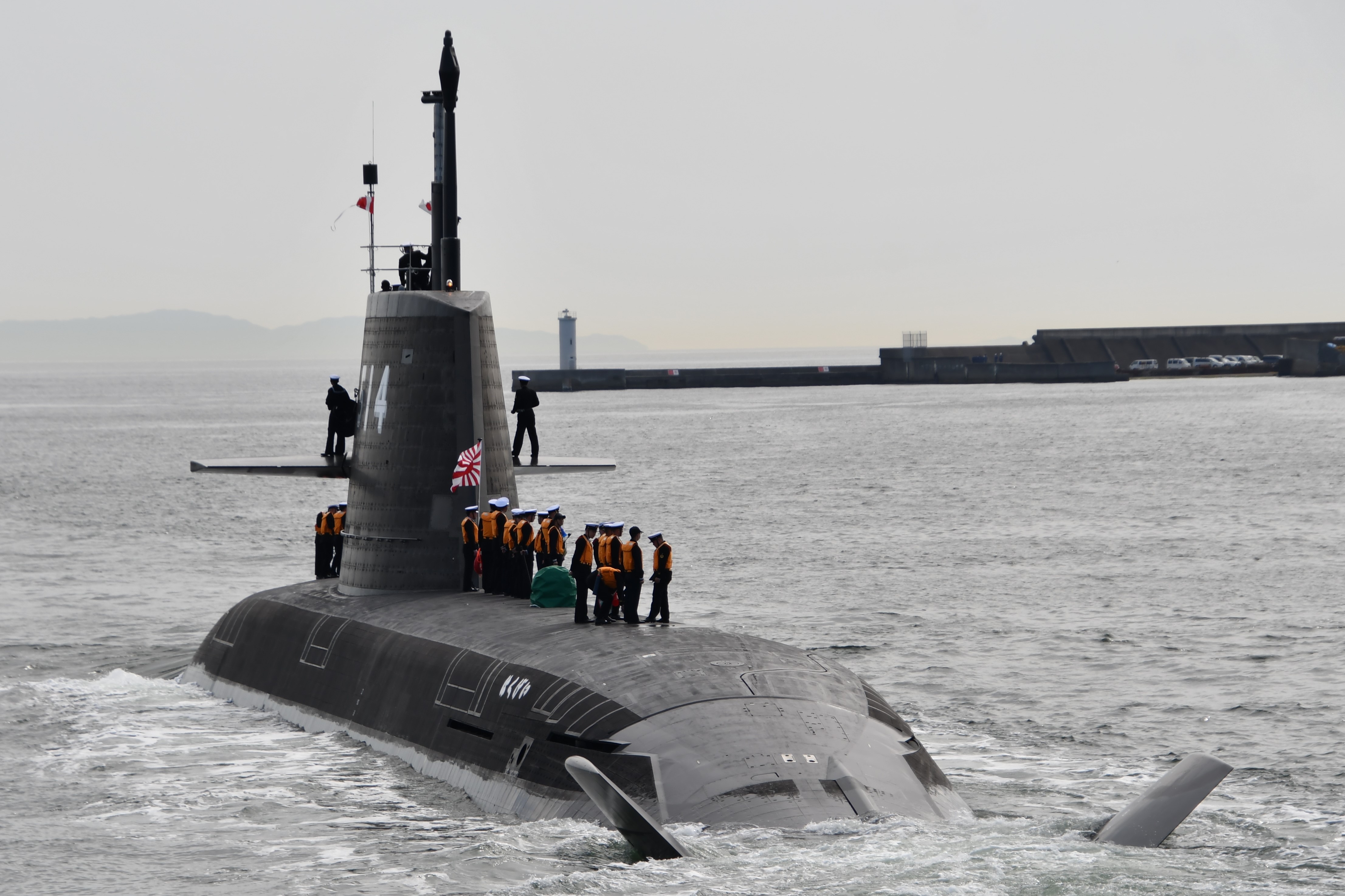
JS Hakugei (en) naviguant dans le port de Kobe en mars 2022.

## Navires
| N° de construction | no coque | Nom                        | Chantier naval                          | Quille posée    | Lancement       | Commission      | Base navale |
| ------------------ | -------- | -------------------------- | --------------------------------------- | --------------- | --------------- | --------------- | ----------- |
| 8128               | SS-513   | JS Taigei (en) (たいげい)  | Mitsubishi Heavy Industries, Kobe       | 16 mars 2018    | 14 octobre 2020 | 9 mars 2022     | Yokosuka    |
| 8129               | SS-514   | JS Hakugei (en) (はくげい) | Kawasaki Shipbuilding Corporation, Kobe | 25 janvier 2019 | 14 octobre 2021 | 20 mars 2023    | Kure (en)   |
| 8130               | SS-515   | JS Jingei (ja) (じんげい)  | Mitsubishi Heavy Industries, Kobe       | 24 avril 2020   | 12 octobre 2022 | 8 mars 2024     | Yokosuka    |
| 8131               | SS-516   | JS Raigei (ja) (らいげい)  | Kawasaki Shipbuilding Corporation, Kobe | 26 mars 2021    | 17 octobre 2023 | 6 mars 2025     |             |
| 8132               | SS-517   | JS Chōgei (ちょうげい)     | Mitsubishi Heavy Industries, Kobe       | 19 avril 2022   | 4 octobre 2024  | prév. mars 2026 |             |
| 8133               | SS-518   |                            | Kawasaki Shipbuilding Corporation, Kobe | 28 mars 2023    | prév. 2025      | prév. 2027      |             |
| 8134               | SS-519   |                            | Mitsubishi Heavy Industries, Kobe       | 17 avril 2024   | prév. 2026      | prév. 2028      |             |
| 8135               | SS-520   |                            |                                         | prév. 2025      | prév. 2027      | prév. 2029      |             |